# 多刺可哥鮋
多刺可哥鮋為輻鰭魚綱鮋形目鮋亞目絨皮鮋科的其中一種，為熱帶海水魚，分布於東印度洋馬來西亞海域，體長可達7.2公分，棲息在底層水域，生活習性不明。

## 扩展阅读
維基物種上的相關：多刺可哥鮋